# Балви округ
Балви округ (лет. Balvu rajons, рус. Балвский район) је округ у републици Летонији, у њеном источном делу. Управно средиште округа је истоимени градић Балви. Округ припада историјској покрајини Латгале.

Балви округ је унутаркопнени округ у Летонији. То је и гранични округ ка Русији на истоку. На југу се округ граничи са окрузима Лудза и Резекне, на југозападу са округом Мадона, на западу са округом Гулбене и на северу са округом Алуксне.

## Градови
- Балви
- Ругаји
- Вилонка